# Dale Eaglesham
Dale Eaglesham ist ein US-amerikanischer Comiczeichner.

## Leben und Arbeit
Eaglesham begann 1986, als professioneller Comicillustrator zu arbeiten. Seither hat er für die Verlage DC-Comics, Marvel Comics, Dark Horse Comics und CrossGen gearbeitet.
Zu den Serien, an denen Eaglesham als Stammzeichner gearbeitet hat, zählen unter anderem Green Lantern und Justice Society of America für DC, Sigil für CrossGen, The Creep für Dark Horse, sowie verschiedene Conan- und Punisher-Serien für Marvel. Als Gast- und Übergangszeichner hat Eaglesham zudem an verschiedenen Batman-Titeln, sowie an den Serien Firestorm, Hawkman, Adventures of Superman und Batgirl für DC, sowie an Captain America und Silver Surfer für Marvel gearbeitet. Für DC zeichnete er darüber hinaus die kommerziell sehr erfolgreiche Miniserie Villains United.
Autoren, mit denen Eaglesham in der Vergangenheit häufig kollaboriert hat, sind unter anderem Devin Grayson und Greg Rucka (an diversen Batman-Geschichten), Geoff Johns (an JSA), Gail Simone (an Villains United und Secret Six) und Judd Winick (an Green Lantern). Die gemeinsam mit Winnick geschaffenen Green-Lantern-Geschichten waren dabei Eagleshams bislang künstlerisch am meisten beachteten Arbeiten, so fand die von ihm illustrierte Green-Lantern-Geschichte „Hate Crimes“ unter anderem Rezeption im Feuilleton der New York Times.
Im Juni 2008 wurde Dale Eaglesham bei den Shuster Awards als bester kanadischer Comic-Künstler ausgezeichnet.

## Bibliografie

### Arbeiten für DC-Comics
- Adventures of Superman Annual: #9
- Batgirl: #12
- Batman: #564, 574
- Batman Chronicles #18
- Batman: Gotham Knights #1, 2, 5
- Batman: Legends of the Dark Knight: #116, 120 (Cover), 126 (4 Seiten)
- Batman: Shadow of the Bat: #84, 93 (Cover)
- Detective Comics: #731, 741 (7 Seiten)
- Firestorm: #11
- Green Lantern: # 136, 138, 141, 143–145, 147, 149–151, 153, 154–156, 158–161
- Hawkman #38
- H.E.R.O.: #15–22
- JLA 80-Page Giant: #3
- JSA: #81
- Justice Society of America: #1–4, 6–7, 9–12, 14–15, 18–19
- Legion of Superheroes: #11 (Back-up-Feature)
- President Luthor: Secret Files and Origins: #1
- Villains United: 1, 2, 4–6 und Villains United Special
- Teen Titans Annual: #1 (2006)
- The Last Adventures of Superman: #649

### Arbeiten CrossGen
- Sigil: #36–38, 40–42

### Arbeiten für Acclaim Comics
- Eternal Warrior #45, 46
- Eternal Warrior #1 (?) Digital Alchemy vol. 2,
- Killer Instinct #1
- X-O Manowar #66

### Arbeiten für Marvel
- 2099 A.D. Genesis #1
- Captain America #6, 7
- Doom 2099 #41
- Excalibur (comics) #122, 124, 125
- Guardians of the Galaxy #42, 43
- Silver Surfer Annual #4, 6
- What If? Volume 2 #30, 45
- Punisher:
- Punisher War Zone Annual #2
- Punisher Holiday Special #3
- Punisher 64-Page Annual #6
- Punisher Back-to-School Special #2
- Punisher #96 (cover)
- Conan the Barbarian:
- Conan the King #51, 52, 53, 54, 55
- The Savage Sword of Conan the Barbarian: #130, 141, 145, 149, 152, 157, 185, and 215 (Kull back-up features)
- Amazing Spider-Man: Extra! #3
- Amazing Spider-Man #591
- Captain America #600
- Fantastic Four #570–572, 575–578
- Steve Rogers: Super Soldier #1–2

### Arbeiten für Dark Horse
- The Creep # 56–58, 60, 61, 63, 64